# 코르디모나스 광양엔시스
코르디모나스 광양엔시스(Kordiimonas gwangyangensis)는 해양 미생물이다.
2005년 해양수산부 해양극한생물 분자유전체 연구단의 김상진·권개경 박사팀이 광양만에 퇴적된 흙 속에서 발견했다. 목 수준의 생물을 발견한 것은 한국인으로 처음이다.